# رید ۳۴۲۲
سیارک ۳۴۲۲ (به انگلیسی: 3422 Reid، نامگذاری:1978OJ) سه هزار و چهارصد و بیست و دومین سیارک کشف شده‌است که در ۲۸ ژوئیه ۱۹۷۸ کشف شد.
قدر مطلق سیارک برابر ۱۲٫۴۰ است.